# Hans-Heinrich Bass

Hans-Heinrich Bass (2007)

Hans-Heinrich Bass (* 1. April 1954 in Kamen, Nordrhein-Westfalen) ist ein deutscher Wirtschaftswissenschaftler und Wirtschaftshistoriker. Bass ist seit 2000 Professor für Volkswirtschaftslehre mit dem Schwerpunkt Internationale Wirtschaftsbeziehungen an der Hochschule Bremen. Er ist Direktor des Institute for Transport and Development. 

## Leben
Bass absolvierte 1972 das Abitur am Dortmunder Leibniz-Gymnasium. Er studierte von 1972 bis 1978 Volkswirtschaftslehre, Wirtschafts- und Sozialgeschichte sowie Ethnologie und Psychologie an der Westfälischen Wilhelms-Universität Münster und schloss das Studium als Diplom-Volkswirt ab. Als anerkannter Kriegsdienstverweigerer leistete er anschließend einen zweijährigen Zivildienst.
Bass absolvierte die interne Ausbildung des Goethe-Institutes in den Bereichen Auswärtige Kulturpolitik und Sprachvermittlung und war danach als Dozent des Goethe-Institutes tätig, unter anderem an der Tongji-Universität in Shanghai.
1990 wurde er bei Richard H. Tilly in Münster mit einer wirtschafts- und sozialgeschichtlichen Dissertation zum Dr. rer. pol. promoviert.
Hans-Heinrich Bass war Wissenschaftlicher Mitarbeiter des Small Enterprise Promotion and Training Programme (heute Universität Leipzig) und Assistenzprofessor im Institut für Weltwirtschaft und Internationales Management der Universität Bremen. Er war von 2000 bis 2020 Direktor des Internationalen Studiengangs Volkswirtschaftslehre. Als Gastprofessor lehrte er an der Aichi-Universität, Toyohashi (Japan), an der University of Benin, Benin City (Nigeria), der Akademie für Außenhandel, Moskau (Russland), der Jiaotong Daxue (Verkehrsuniversität) in Xi’an (China) und der Jacobs University, Bremen.
Bass ist zertifizierter Mediator und Lehrbeauftragter im Bereich Kommunikations- und Betriebspsychologie am Akademischen Lehrinstitut für Psychologie der Fachhochschule Wien der Wirtschaftskammer Wien.

### Ehrenämter
Bass war ehrenamtlich tätig unter anderem als Sprecher des Wissenschaftlichen Beirates des Nordwestdeutschen Museums für Industriekultur und als Landesvorsitzender des hochschullehrerbundes hlb in Bremen.
Er ist Mitglied des bundesweiten Auswahlausschusses der Studienförderung der Friedrich-Ebert-Stiftung.

## Forschung
Bass forscht über Fragen der Weltwirtschaft, der Entwicklungsökonomie sowie der Sozial- und Wirtschaftsgeschichte.
Er ist Mitherausgeber des African Development Perspectives Yearbook und hat mehrere internationale Organisationen und nicht-staatliche Entwicklungshilfeorganisationen (NGO) wissenschaftlich beraten, u. a. die Industrieentwicklungsorganisation der Vereinten Nationen, den WWF (Worldwide Fund for Nature), die Deutsche Welthungerhilfe und foodwatch.

## Positionen
Bass vertritt – auf der Basis eines Kritischen Rationalismus – in seinen wirtschaftswissenschaftlichen Arbeiten einen „heterodoxen“ Ansatz, wobei anfangs eher neo-marxistische, später eher neo-schumpetersche Einflüsse überwogen. Als Schüler von Richard H. Tilly ist er methodisch in der Wirtschaftsgeschichte den (moderaten) Cliometrikern zuzurechnen. Er zählt – mit Michaela von Freyhold, Robert Kappel, Karl Wohlmuth und anderen – zur Bremer Schule der Entwicklungsökonomie.
Bass setzt sich für eine ökologische Wende in der Weltlandwirtschaft ein, für eine innovationsorientierte, auf kleine und mittelgroße Unternehmen ausgerichtete Industriepolitik und für eine stärkere Kontrolle der transnationalen Unternehmen und der internationalen Finanzmärkte durch die Staatengemeinschaft.

## Schriften (Auswahl)

### Monographien und Fachaufsätze
- Hungerkrisen in Preußen während der ersten Hälfte des 19. Jahrhunderts (= Studien zur Wirtschafts- und Sozialgeschichte. Bd. 8). Scripta Mercaturae, St. Katharinen 1991.
- Die Ernährungslage in afrikanischen Least Developed Countries in den 1980er Jahren, ein Überblick mit Fallbeispielen aus Ruanda, Guinea-Bissau und Mali. in: K. M. Khan (Hrsg.): Die ärmsten Länder in der Weltwirtschaft: Entwicklungsengpässe und -perspektiven der LLDCs. Deutsches Übersee-Institut, Hamburg 1992.
- China: Welche Menschenrechtspolitik gegenüber einer Weltwirtschaftsmacht? Heinrich-Böll-Stiftung, Köln 1996.
- J. A. Schumpeter: Eine Einführung. Gastvorlesungen an der Aichi-Universität. Universität Bremen, Bremen 1998.
- Zwischen Außenwirtschaftsinteressen und Menschenrechten: Wie kann eine konsistente deutsche Haltung zu China aussehen? In: 50 Jahre Volksrepublik China. Internationale Gesellschaft für Menschenrechte, Frankfurt am Main 1999.
- Export Dynamics in Taiwan and Mainland China 1950–2000: A Schumpeterian Approach. In: Anthony J. H. Latham, Heita Kawakatsu (Hrsg.): Asia Pacific Dynamism 1550–2000. Routledge, London/New York 2000, S. 117–148.
- (mit Markus Wauschkuhn) Pensadores latinoamericanos: Hernando de Soto – la legalización de lo fáctico. In: Desarollo y Cooperación / Desenvolvimento e Cooperação. 2001.
- Relevanz und Implikationen Neo-Schumpeterscher Theorien für die KMU-Förderung in Entwicklungsländern. In: Robert Kappel, Utz Dornberger, Michaela Meier, Ute Rietdorf (Hrsg.): Klein- und Mittelunternehmen in Entwicklungsländern. Die Herausforderungen der Globalisierung. Deutsches Übersee-Institut, Hamburg 2003, S. 25–42 (online; PDF-Datei; 118 kB).
- Auswirkungen des WTO-Beitritts auf den chinesischen Arbeitsmarkt. In: Kristin Kupfer (Hrsg.): Sprengstoff in China? Dimensionen sozialer Herausforderungen in der Volksrepublik. Asienhaus, Essen 2004, S. 55–65, (online; PDF-Datei; 826 kB).
- KMU in der deutschen Volkswirtschaft: Vergangenheit, Gegenwart, Zukunft (= Berichte aus dem Weltwirtschaftlichen Colloquium der Universität Bremen. Nr. 101). Universität Bremen, Bremen 2006  (online; PDF-Datei; 93 kB).
- (mit Robert Ernst-Siebert) SME in Germany’s Maritime Industry – Innovation, Internationalisation, and Employment. In: International Journal of Globalisation and Small Business. Bd. 2 (2007), Nr. 1, S. 19–33.
- Country Case Study: Mali. In: Karl Wohlmuth, Patrick M. Kormawa und Jean Devlin: Agribusiness for Africa’s Prosperity: Country Case Studies. United Nations Industrial Development Organisation (UNIDO), Wien 2011.
- Finanzmärkte als Hungerverursacher? Deutsche Welthungerhilfe, Bonn 2011, urn:nbn:de:gbv:46-00102366-18.

### Herausgeberschaft
- (mit Margot Schüller) Weltwirtschaftsmacht China. Institut für Asienkunde, Hamburg 1995.
- (mit Markus Wauschkuhn und Karl Wohlmuth) Menschenrechte, Arbeitsverhältnisse und Gewerkschaften in China – internationale Perspektiven. Institut für Weltwirtschaft und Internationales Management, Bremen 1996.
- (mit Eugeniusz Gostomski) Kleine und mittelgroße Unternehmen in Polen und Deutschland: Finanzierung, Internationalisierung, Strukturwandel. Fundacja Rozwoju Uniwersytetu Gdańskiego, Danzig 2006.
- (mit Toshihiko Hozumi und Uwe Staroske) Labor Markets and Labor Market Policies between Globalization and World Economic Crisis. Japan and Germany. Hampp, München/Mering 2010.
- (mit Christine Biehler und Ly Huy Tuan) Auf dem Weg zu nachhaltigen städtischen Transportsystemen. Ein deutsch-vietnamesischer Dialog über die Zukunft der Stadt und die Stadt der Zukunft. Hampp, München/Mering 2011.